# Nayanar

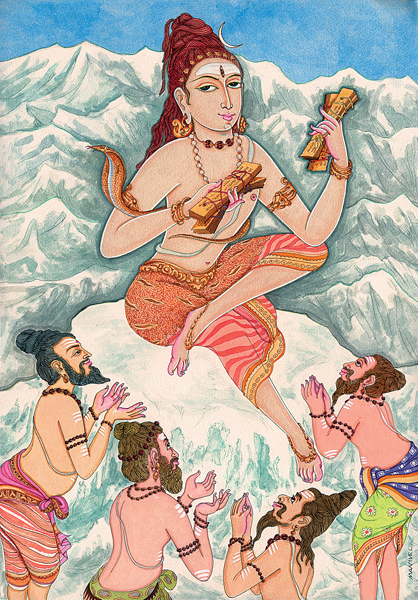
Shiva et ses fidèles

Les Nayanar ou Nayanmar étaient des poètes de l'hindouisme considérés comme des saints. Ils étaient  shivaïtes, vivaient dans l'état du Tamil Nadu, en Inde, et, ils furent actifs entre le VIe siècle et le VIIIe siècle.

## Présentation
L'hagiographie shivaïte tamoule Periya Puranam (en), l'un des volumes du Tirumurai (en), écrit durant le XIIIe siècle, raconte l'histoire de chacun des soixante-trois Nayanar, bien que ce nombre ait sans doute été choisi pour sa valeur symbolique. 
L'hagiographie jaïne Mahapurana (en), un ouvrage en sanskrit du IXe siècle de Jinasena (en), qui liste soixante-trois saints jaïns, a probablement fourni la base du Periya Puranam ainsi que le nombre de Nayanar.
L'œuvre du VIIIe siècle de Suntarar, Tiruttondar tokai, dresse la liste de soixante saints shivaïtes, mais ne donne aucune des légendes qui leur sont associées. Au Xe siècle, Nambiyandar Nambi (en) a composé le Tirrutontar Antati, en ajoutant Suntarar lui-même et ses parents à la liste, créant ainsi le chiffre canonique de soixante-trois, avec de brefs aperçus des légendes correspondantes. 
Les origines sociales des Nayanar étaient fort diverses, allant des brâhmanes, des rois et des soldats aux intouchables. Les Nayanar les plus en vue étaient Appar, Suntarar et Sambandar (en). Avec les douze Alvar vishnouïtes, les Nayanar étaient parfois considérés comme faisant partie des « 75 apôtres de la Bhakti » de l'Inde du Sud du fait de leur importance dans la montée du mouvement hindou de la Bhakti.

## Les soixante-trois Nayanmar
1. Anaya
2. Adipaththa

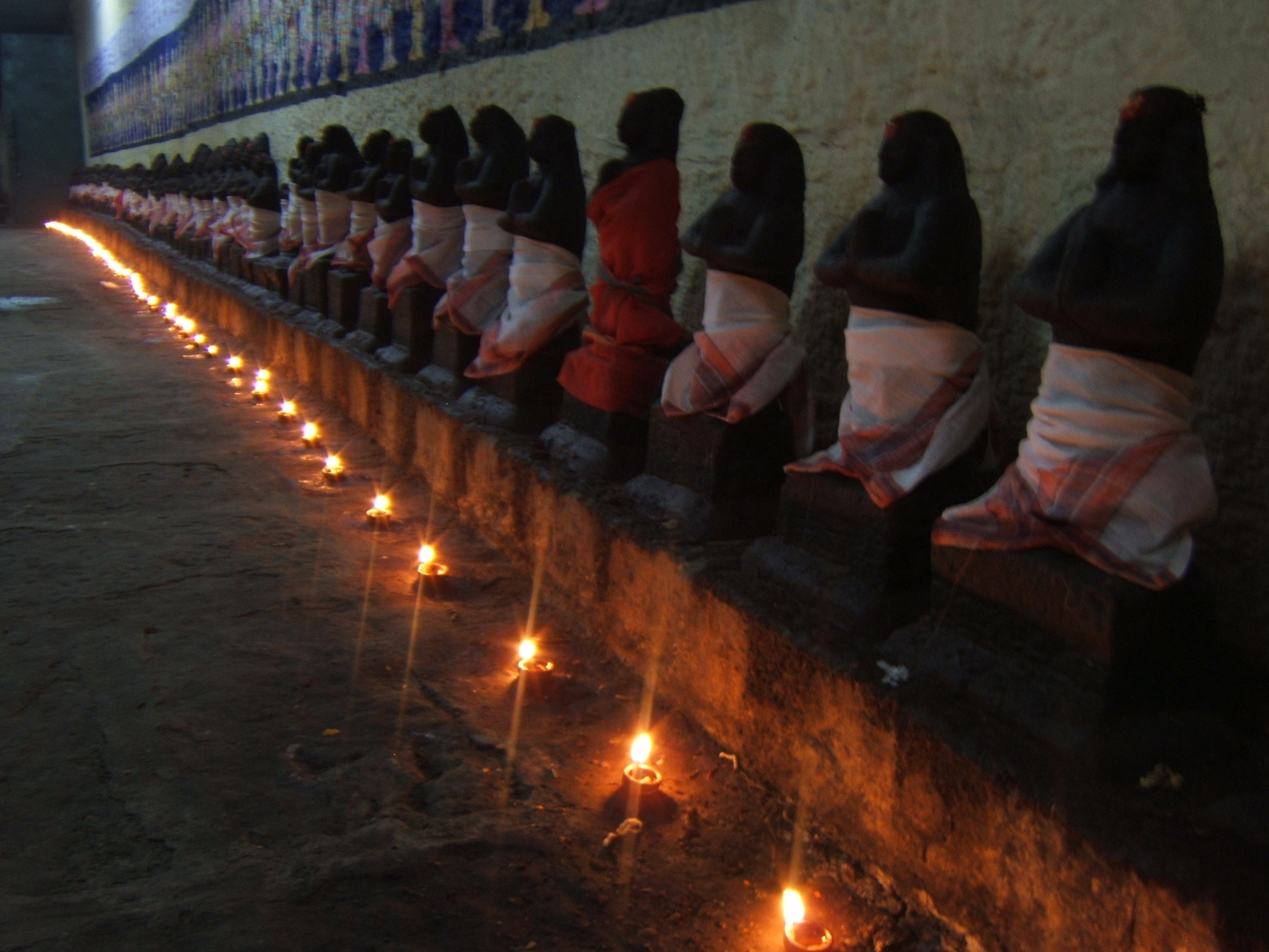
Les Nayanars à Tirukokarnam au temple Sri Kokarneshvarar du Tamil Nadu.

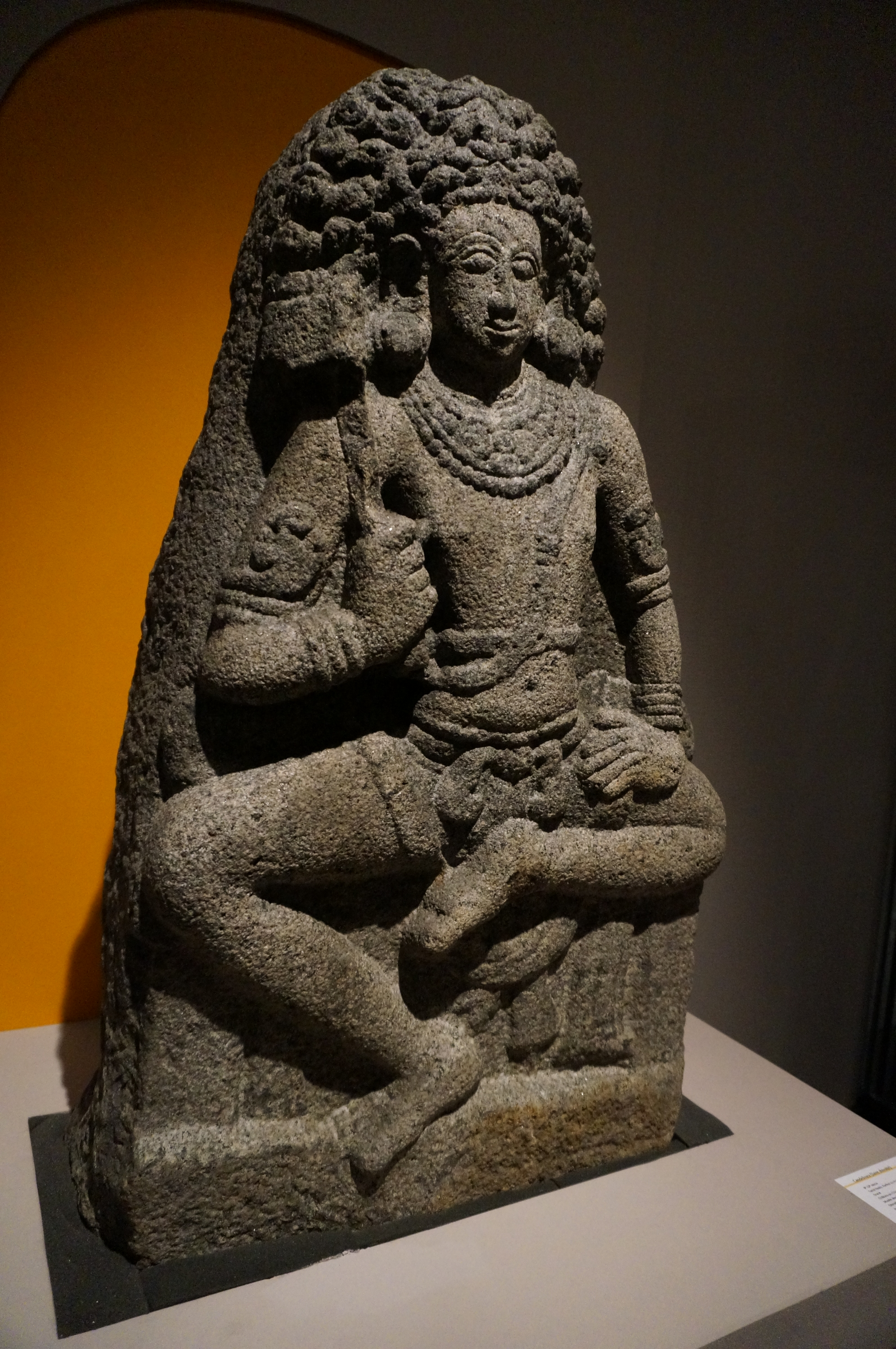
Candesvara, Musée des beaux-arts et d'archéologie de Châlons-en-Champagne.

3. Aiyadigal Kaadavarkon, roi Pallava, également Aiyadigal Perumaanaar
4. Amaraneedi Nayanar
5. Appudhi Adigal
6. Arivattaya
7. Chandeshvara Nayanar
8. Dhandiyadigal
9. Enatinatha
10. Eripaththa
11. Eyarkon Kalikkaama
12. Gananatha
13. Idankazhi
14. Ilayankudi maranar
15. Isaignaniyaar (femme)
16. Iyarpagaiar
17. Kaari
18. Kalikkamba
19. Kaliya
20. Kanampulla
21. Kannappa Nayanar
22. Karaikkal Ammeiyar (femme)
23. Kazharchinga
24. Kazharir-rarivaar, roi Chera, également Cheraman Perumal
25. Kochengat Cholan, un roi Chola
26. Kootruva
27. Kotpuli
28. Kulachchirai
29. Kungiliyak Kalaya
30. Manakkanychaara Nayanar
31. Mangayarkkarachiyar (femme)
32. Meiporul Nayanar
33. Murkha
34. Murti
35. Munayaduvaar
36. Muruga
37. Nami Nandi Adigal
38. Narasingha Munayaraya
39. Nesa Nayanar
40. Ninra Seer Nedumaara
41. Perumizhalaik Kurumba
42. Pusalar
43. Pugal Chola, un roi Chola
44. Pugazh Thunai Nayanar
45. Saakkiya
46. Sadaiya Nayanar
47. Saththi
48. Seruthtunai
49. Sirappuli
50. Siruttonda
51. Somaachi
52. Sundarar
53. TirugnaanaSambandar
54. Tirukkuripput Tonda
55. Tirumular
56. Thirunalai Povar Nayanar, connu sous son nom populaire de Nandanar
57. Tirunāvukkaracar, connu surtout sous son nom populaire de Appar
58. Thiruneelakandar
59. Tirunilakanda Yaazpaana
60. Tirunilanakka
61. Uruttira Pasupati
62. Vaayilaar
63. Viralminda nayanar